# NGC 1271
NGC 1271 é uma galáxia lenticular (S0) localizada na direcção da constelação de Perseus. Possui uma declinação de +41° 21' 13" e uma ascensão recta de 3 horas, 19 minutos e 11,2 segundos.
A galáxia NGC 1271 foi descoberta em 14 de Novembro de 1884 por Guillaume Bigourdan.